# Szkoła Podstawowa nr 19 im. Wojciecha Korfantego w Katowicach
Szkoła Podstawowa nr 19 im. Wojciecha Korfantego w Katowicach – publiczna szkoła podstawowa z siedzibą przy ulicy Krzyżowej 12 w Katowicach na terenie dzielnicy Wełnowiec-Józefowiec, tuż przy granicy z Dębem.

## Historia

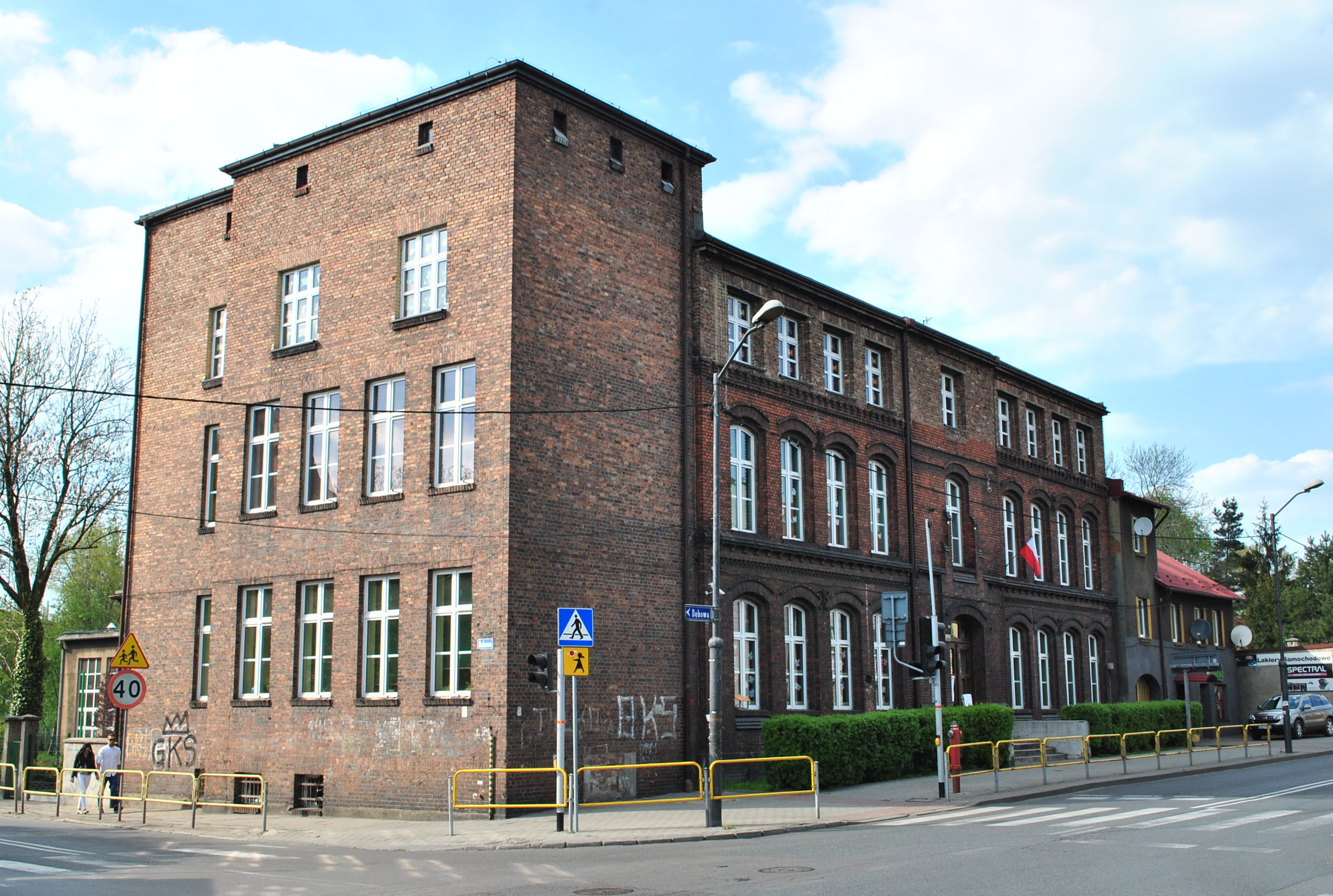
Stary budynek szkoły przy ulicy Agnieszki 2 w Dębie

W 1850 roku na Dębie została założona niemiecka szkoła nr 2. W 1892 roku został oddany budynek znajdujący się na ulicy Agnieszki 2, w którym do 2017 roku działała Szkoła Podstawowa nr 19. W 1922 roku, kiedy to tereny Dębu włączono do Polski, szkoła została przejęta przez polskie grono pedagogiczne w którego skład wchodziły następujące osoby: Walerjan Golański, Jadwiga Nowakówna, Wacław Guttmajer, Karol Gattner oraz Klara Senkalla. W latach 1929–1930 nastąpiła przebudowa szkoły, a w 1932 roku nadano jej numer. Od tego momentu szkoła nosiła nazwę: Szkoła im. Zygmunta Krasińskiego nr 19.
W 1969 roku szkoła zmieniła patrona na Stefana Franciszoka. W tym samym roku otrzymała ona też sztandar. W 1977 roku oddana do użytku została sala gimnastyczna. w 1984 roku odbyło się otwarcie Izby Regionalnej. W 2010 roku szkoła po raz kolejny zmieniła patrona, tym razem został nim Wojciech Korfanty. W 2017 szkoła przeniosła się do obecnego budynku znajdującego się przy ulicy Krzyżowej 12, wcześniej znajdowało się tam Gimnazjum nr 9. 
Po przeniesieniu szkoły do nowego budynku, miasto Katowice przekazały stary obiekt przy ulicy Agnieszki 2 w zarząd Stowarzyszenia „Nasza Dobra Szkoła”.

## Działalność edukacyjna
W 2019 roku do szkoły tej uczęszczało 409 uczniów w 18 oddziałach klasowych. W szkole nauczało wówczas 44 nauczycieli. Obecnie w szkole naucza się 3 języków obcych, języka angielskiego, hiszpańskiego i niemieckiego. Szkoła Podstawowa nr 19 5 razy uczestniczyła w obozie szkoleniowym Euroweek.